# The Man Who Wasn't There
The Man Who Wasn't There är en amerikansk-brittisk långfilm från 2001 i regi av Joel och Ethan Coen, med Billy Bob Thornton, Frances McDormand, Michael Badalucco och James Gandolfini i rollerna.

## Handling
I filmen är kedjerökande Ed Crane (Billy Bob Thornton) en frisör i en småstad i Kalifornien och lever ett särskilt tråkigt liv. Hans fru Doris (Frances McDormand) har problem med alkohol och Ed misstänker att hon är otrogen med sin chef Big Dave (James Gandolfini). Den annars så lugna frisören finner ett sätt att genom utpressning ta sig in i kemtvättbranschen och ur det tråkiga livet, bara planen fungerar som den ska.

## Om filmen
The Man Who Wasn't There utspelar sig 1949 och är filmad i film noir-stil.

## Rollista (i urval)
- Billy Bob Thornton – Edward "Ed" Crane
- Frances McDormand – Doris Crane
- Michael Badalucco – Frank
- James Gandolfini – David "Big Dave" Brewster
- Katherine Borowitz – Ann Nirdlinger Brewster
- Jon Polito – Creighton Tolliver
- Scarlett Johansson – Ann Nirdlinger
- Richard Jenkins – Walter Abundas
- Tony Shalhoub – Freddy Riedenschneider
- Christopher McDonald – Försäljare av makadam